# 2180 Marjaleena
2180 Marjaleena è un asteroide della fascia principale. Scoperto nel 1940, presenta un'orbita caratterizzata da un semiasse maggiore pari a 3,0133860 UA e da un'eccentricità di 0,0853100, inclinata di 9,23794° rispetto all'eclittica.